# Ravdžá

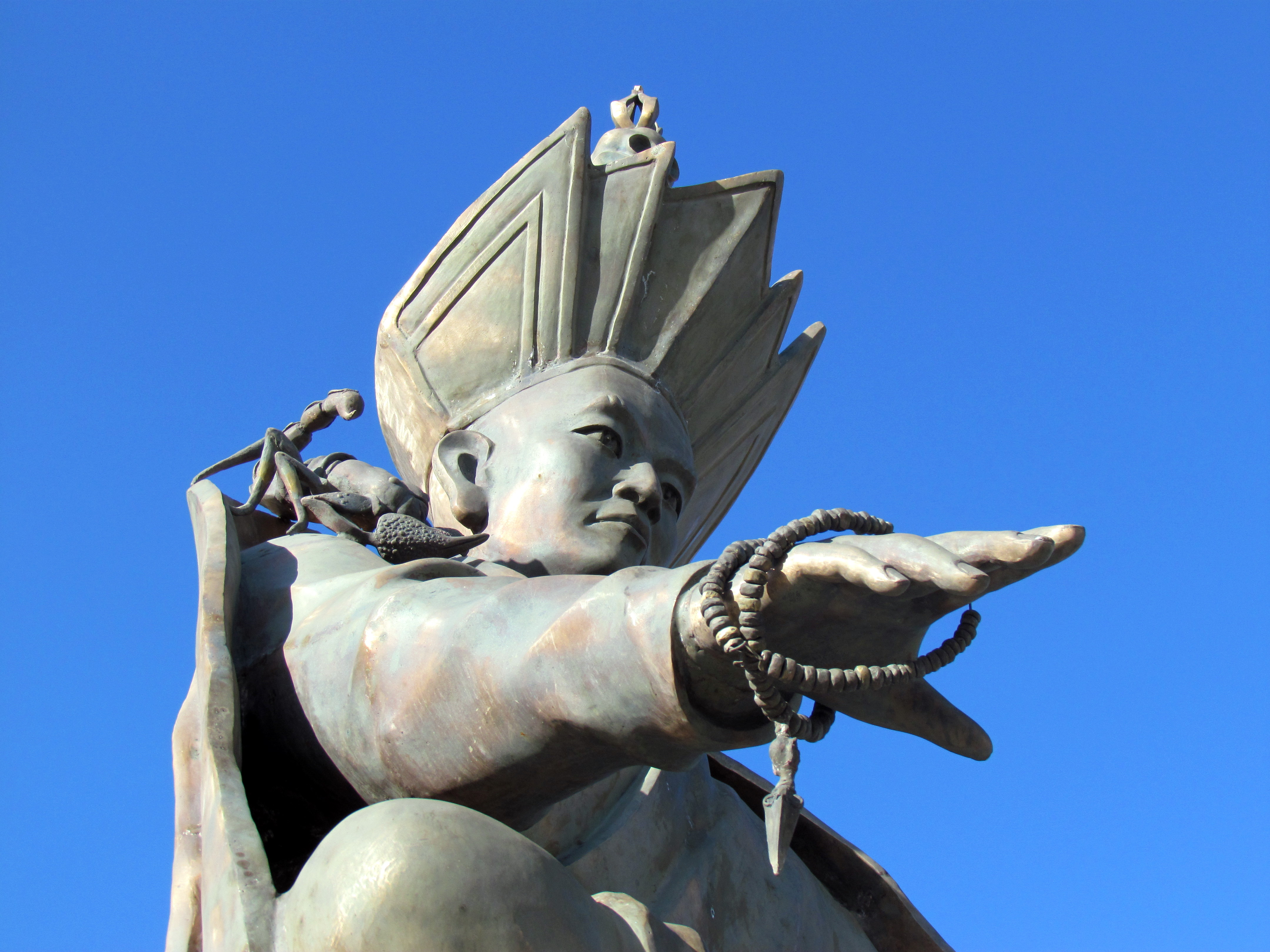
Básníkova socha v Sajnšandu

Ravdžá, resp. Dandzanravdžá, i s patronymem Duldujtyn Ravdžá (mongolsky Дулдуйтын Равжаа, 1803 – leden 1856) byl mongolský spisovatel, jeden z mongolských národních básníků, zakladatel mongolského divadla, celý život byl lámou hlásícím se k buddhistické škole Ňingmapa. Pocházel z chudé rodiny a celý život působil v oblasti dnešního Východogobijského ajmagu. V roce 1809 byl poslán do kláštera, záhy začal být kvůli básnickým schopnostem považován za paté převtělení gobijského nojon chutagta (ovšem čtvrtý gobijský nojon chutagt byl popraven a Mandžuové zakázali oficiální hledání nástupce). I tak se Ravdžá stal váženým mužem, začínal v klášteře Ongín chíd, poté cestoval a řadu chrámů založil, například v roce 1820 Chamar (Chamarín chíd, zde sídlil během svého aktivního života). Vybudoval v poušti rozsáhlou kulturní oázu s veřejnou knihovnou, školou a dalším zázemím. Celý život se musel potýkat s nedůvěrou úřadů, nepřátelství většiny buddhistického kléru (hlásící se převážně k reformované škole Gelugpa), na sklonku života i vdovou Tüšet chána. Podle legendy byl otráven.
Přínos nojon chutagta mongolské literatuře je několikerý. Jeho postavení po něm vyžadovalo zvládnout na vysoké úrovni jak psanou mongolštinu, tak tibetštinu, seznámit se s tibetskou a indickou literaturou, psát a překládat náboženské a filosofické texty. Důležité pro jeho přetrvávající význam je blízkost lidovým vrstvám, často vzpomínal v dílech na chudé mládí a důležitý byl prvek synkretického prolínání profánních i duchovních motivů, eklekticky prolínajících vlivů červených i žlutých čepic. Oblíbeným žánrem byla didaktická forma surgálu, například Papírový pták (též Papírový drak). Podle indického příběhu sepsal také první mongolskou hru (operu) Příběh měsíční kukačky, kterou nastudoval a hrál (i to bylo navzdory mandžuským úřadům, které v Mongolsku provozování divadelních představení zakázaly).
Většina dnes známých rukopisů Ravdžy opatruje jemu dedikované muzeum v Sajnšandu – o odkaz se stará od jeho smrti vždy strážce (tachlič).